# مناطق شهرداری شیراز

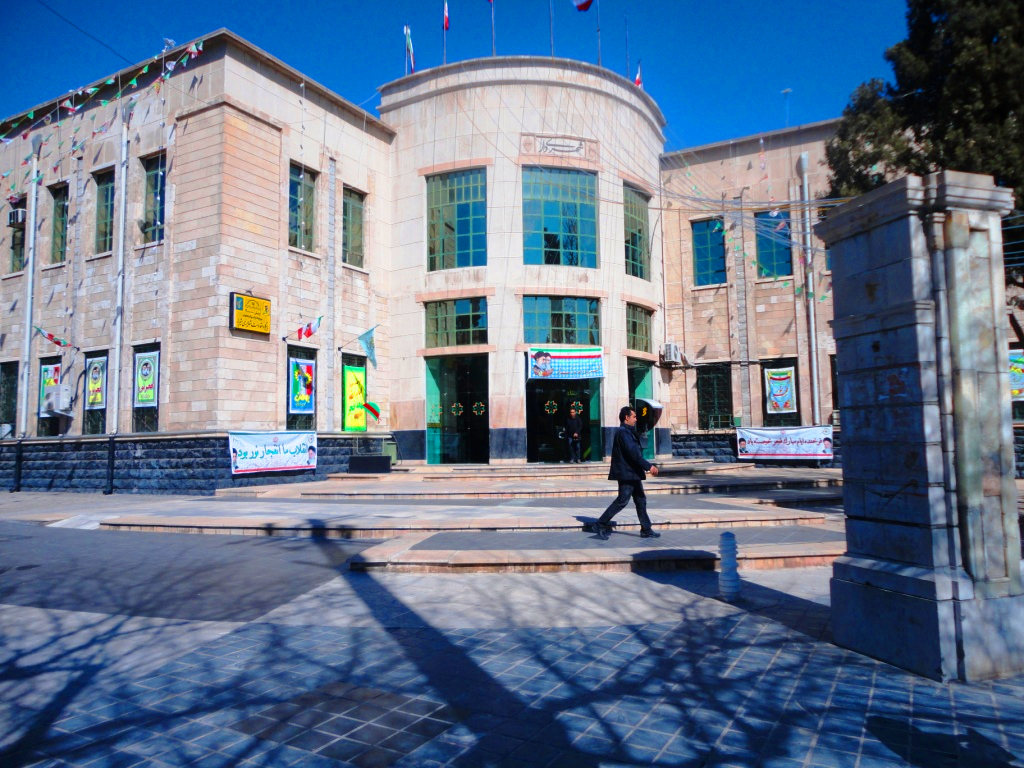
ساختمان شهرداری شیراز

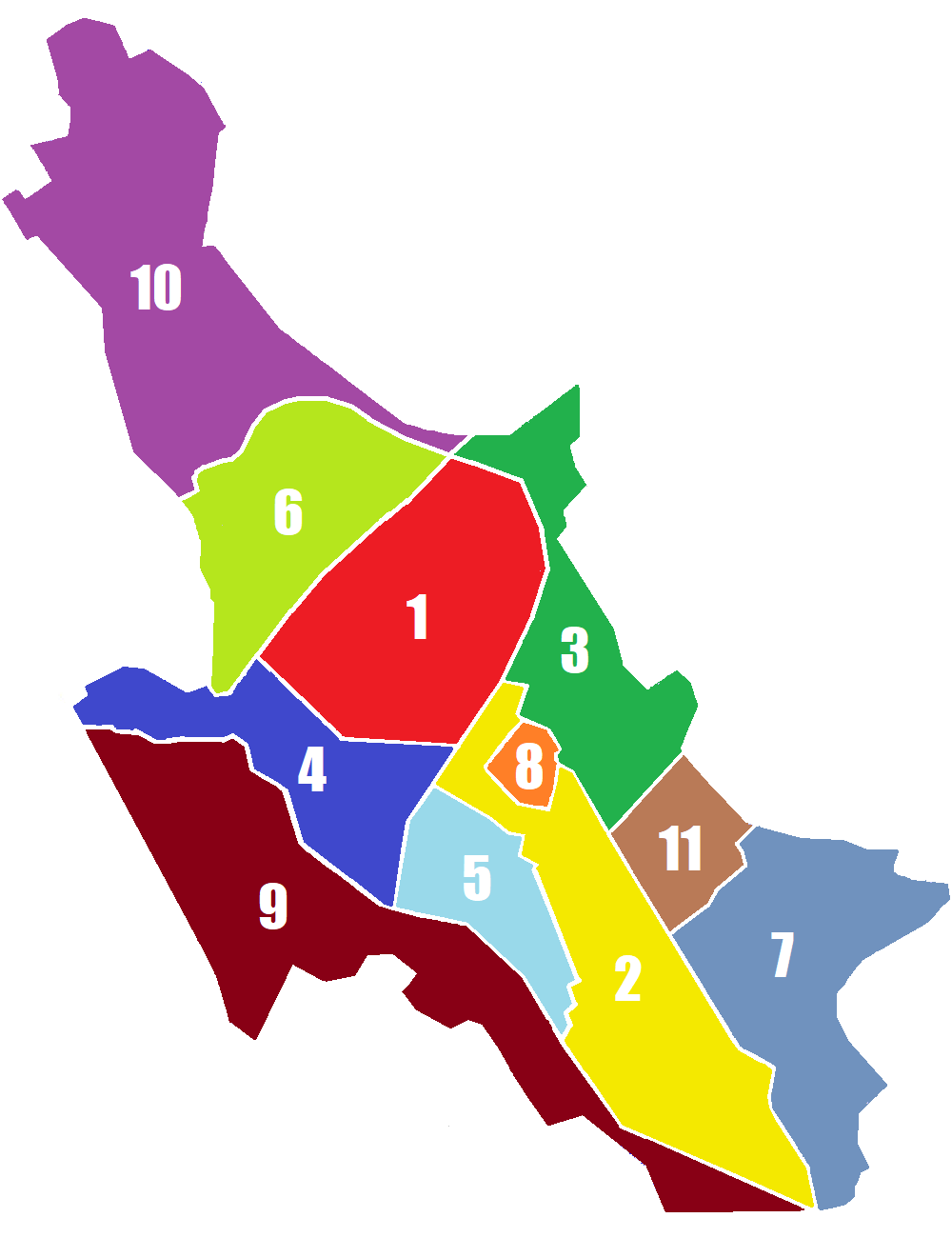
مناطق شهرداری شیراز

کلانشهر شیراز به ۱۱ منطقه تقسیم شده‌است.

## فهرست مناطق شهری
| منطقه                  | بنیانگذاری | جمعیت (۱۳۹۵) | مساحت هکتار |
| ---------------------- | ---------- | ------------ | ----------- |
| منطقه ۱ شهرداری شیراز  | ۱۳۵۹       | ۱۵۹٬۵۱۳      | ۴۲۳۵        |
| منطقه ۲ شهرداری شیراز  |            | ۱۷۸٬۱۱۶      | ۱۶۸۹        |
| منطقه ۳ شهرداری شیراز  |            | ۱۹۷٬۴۵۸      | ۱۷۴۴        |
| منطقه ۴ شهرداری شیراز  | ۱۳۶۹       | ۲۵۴٬۵۰۳      | ۲۳۱۸        |
| منطقه ۵ شهرداری شیراز  |            | ۱۵۶٬۱۰۵      | ۱۶۷۳        |
| منطقه ۶ شهرداری شیراز  | ۱۳۷۲       | ۱۱۹٬۶۳۵      | ۱۱۴۸        |
| منطقه ۷ شهرداری شیراز  | ۱۳۷۹       | ۱۸۶٬۵۰۰      | ۱۹۰۰        |
| منطقه ۸ شهرداری شیراز  |            | ۳۵٬۷۲۷       | ۳۵۰         |
| منطقه ۹ شهرداری شیراز  |            | ۱۴۰٬۷۱۸      | ۲۵۴۳        |
| منطقه ۱۰ شهرداری شیراز | ۱۳۹۳       | ۱۳۷٬۲۹۷      | ۳۱۸۷        |
| منطقه ۱۱ شهرداری شیراز | ۱۳۹۵       |              | ۱۱۶۰        |